# Ząbkovia Ząbki
El Ząbkovia Ząbki es un equipo de fútbol polaco de la ciudad de Ząbki, en el voivodato de Mazovia. Actualmente juega en la IV liga, la quinta categoría del país.

## Historia
El Ząbkovia Ząbki jugó en las categorías regionales hasta ascender a la II Liga en 1995. En el año 2000, ascendió a la I Liga, aunque volvió a bajar a la III Liga. Tras varios años en la cuarta categoría del país, volvió en 2008 a la I Liga, quedando en el octavo puesto. Más tarde, logró jugar en la Copa de Polonia, pese a terminar cayendo frente al Śląsk Wrocław y al Korona Kielce.
En la temporada 2015-16 obtuvo un sexto lugar en la I Liga pero el club se declara en bancarrota y desciende. En la siguiente temporada fue inscripto en la IV liga con el nombre actual Ząbkovia Ząbki, nombre anterior al Dolcan Ząbki, utilizado durante sus años más exitosos.

## Futbolistas
Por el club han pasado jugadores destacados, entre ellos Artur Boruc, Jan Karaś o Artur Jędrzejczyk, entre otros.